# Wadi Hanifa
Wadi Hanifa (àrab: وادي حنيفة, Wādī Ḥanīfa), antigament Wadi al-Arad (àrab: وادي العرض, Wādī al-ʿAraḍ), és una vall o uadi del Najd, a l'Aràbia Saudita, que pren el nom de la tribu dels Hanifa, que ocupava la regió a l'inici de l'islam.
El riu o uadi neix al jabal Tuwayk en direcció a Riyad, amb un curs de 150 km (amplada entre 300 i 600 metres), passa per al-Kharj (on se l'anomena wadi al-Sahba) i segueix fins a la riba del golf Pèrsic, prop de la península de Qatar. La ciutat històrica de Yamama (o al-Yamama) estava a la vora d'aquest uadi, però avui dia no són més que alguns llogarets dispersos, i la ciutat hauria estat destruïda per una crescuda violenta, de les que Riyadh i al-Diriyya es van salvar per estar a un nivell més alt.